# Idris Ibrahim
Idris Ibrahim Hussen, född 18 juli 1965, är en svensk före detta friidrottare (långdistanslöpare). 
Han tävlade för Spårvägens FK. Vid VM i Göteborg 1995 deltog han i maraton och kom in på en 46:e plats.

## Personliga rekord
| Utomhus - 5 000 meter – 14:00,44 (Växjö 26 augusti 2001) - 10 000 meter – 28:43,77 (Växjö 24 augusti 2001) - Halvmaraton – 1:07:28 (Göteborg 13 maj 2000) - Maraton – 2:15:(Stockholm 12 juni 1999) - Maraton – 2:31:31 (Göteborg 12 augusti 1995) |